# Улица Кирова (Феодосия)
Улица Кирова — короткая, около 300 м, улица в исторической части Феодосии, проходит от улицы Горького до улицы Куйбышева с перерывом и смещением на Земской улице.

## История

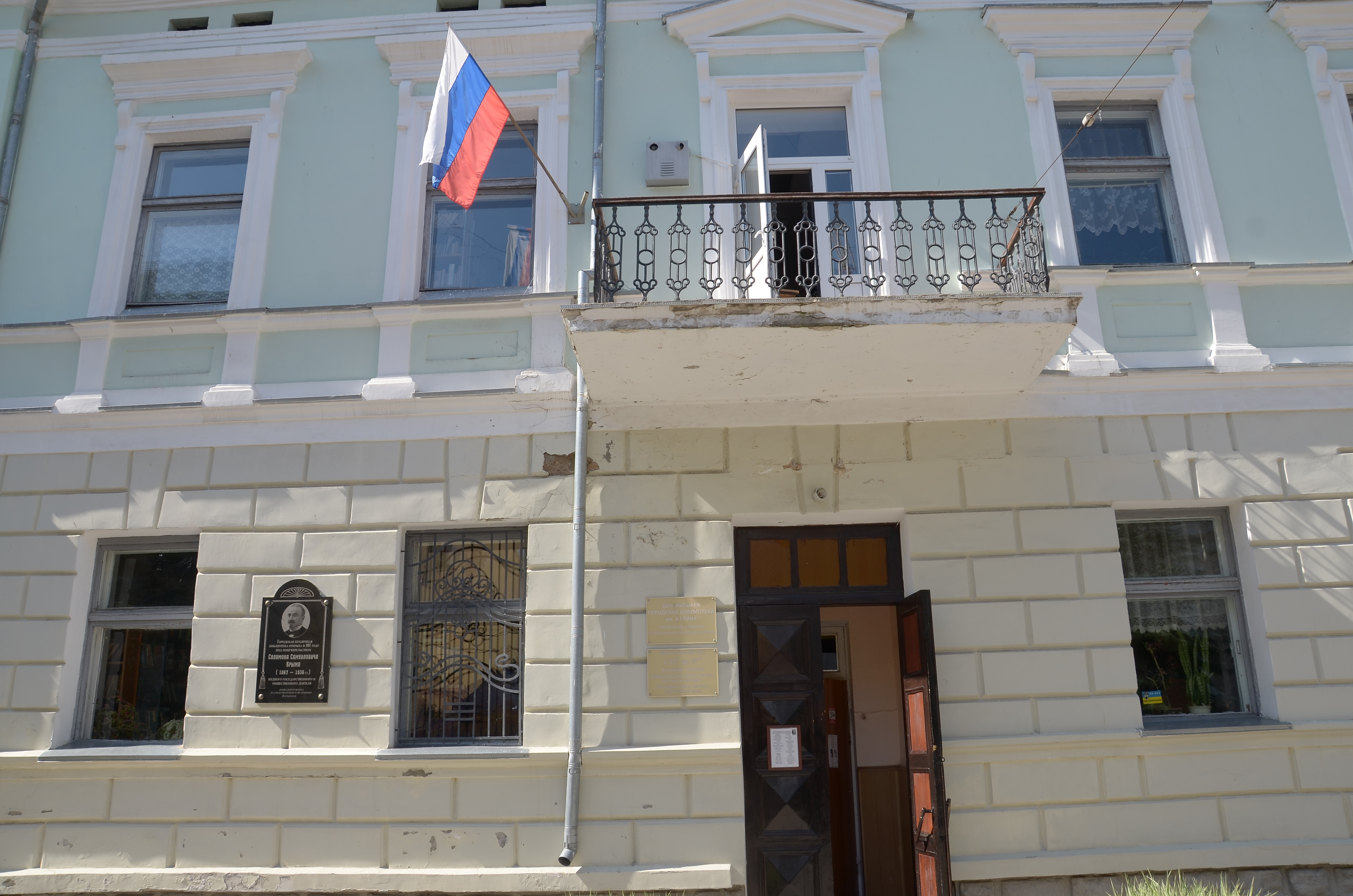
д. 2 — городская библиотека и мемориальная доска С. С. Крыму

Проложена в начале XX века, первоначально называлась Новая улица.
В 1897 году в Феодосии была открыта первая публичная феодосийская библиотека (не раз меняла адреса, располагалась на Екатерининской, Русской улицах). Попечителем был избран гражданин Феодосии Соломон Крым, который «устроил на свой счет удобное помещение для библиотеки». В 1978 году библиотека получила собственное здание — двухэтажный особняк постройки начала XX века ул. Кирова, д. 2, в 2004 году на здании библиотеки открыта мемориальная доска С. С. Крыму.
В 1919 году в подвале дома Рогальской на углу Новой и Земской улиц (сегодня здесь гостиница «Лидия», на фасаде которой установлена мемориальная доска) расположился возникший в этом году Феодосийский литературно-артистический кружок (ФЛАК). Здесь бывали Максимилиан Волошин, Эмилий Миндлин, Осип Мандельштам, Дмитрий Благой, Юрий Галабутский, Арнольд Самарин-Волжский, Михаил Латри, Константин Богаевский, Адольф Мильман, Борис Сибор, Анастасия Цветаева, Аделаида Герцык, Софья Парнок, Майя Кудашева.
Современное название с 1956 года в честь видного советского и партийного деятеля Сергея Мироновича Кирова (1886—1934).

## Достопримечательности
д. 2 — Феодосийская Центральная городская библиотека им. А. Грина
д. 4 — Феодосийский ЗАГС